# Malaconothrus asiaticus
Malaconothrus asiaticus är en kvalsterart som beskrevs av Aoki 1967. Malaconothrus asiaticus ingår i släktet Malaconothrus och familjen Malaconothridae. Inga underarter finns listade i Catalogue of Life.